# 全保連
全保連株式会社（ぜんほれんかぶしきがいしゃ）は、沖縄県那覇市に沖縄本社、東京都新宿区に東京本社を置く家賃債務保証会社。三菱UFJニコスの連結子会社。

## 概要
独立系家賃債務保証会社で2023年現在業界最大手。家賃債務保証の他に専門学校の学費保証の事業も行う。2023年10月に東京証券取引所スタンダード市場に上場。
2025年4月3日に三菱UFJニコスによる株式公開買付けが成立。全保連は同年4月10日付で三菱UFJニコスの連結子会社となった。

## 沿革
- 2001年11月 - 全保連株式会社設立[3]
- 2008年 - プロバスケットボールチーム琉球ゴールデンキングスとオフィシャルパートナー契約締結[4]
- 2010年5月 - 沖縄と東京の2本社体制[5]。
- 2015年7月 - 東京本社を移転[6]。
- 2021年8月 - 株式会社システムライフを吸収合併[7]。
- 2021年10月 - 東京本社移転、東京第二本社開設[8]。
- 2023年10月 - 東京証券取引所スタンダード市場へ上場[9]。
- 2025年4月 - 株式公開買付けにより三菱UFJニコス株式会社の連結子会社となる[10][11]。

## 事業拠点
- 沖縄本社 - 沖縄県那覇市天久905
- 東京本社 - 東京都新宿区西新宿1丁目24番1号　エステック情報ビル22F
- 東京第二本社
- 札幌支社
- 仙台支社
- 横浜支社
- 埼玉支社
- 千葉支社
- 静岡支社
- 名古屋支社
- 京都支社
- 大阪支社
- 神戸支社
- 岡山支社
- 広島支社
- 高松支社
- 松山支社
- 北九州支社
- 福岡支社